# アブバカル・ドゥンビア (1999年生のサッカー選手)
アブバカル・ジュニオール・ドゥンビア（Aboubacar Junior Doumbia 、1999年11月12日 - ）は、コートジボワール・アッテクベ出身のサッカー選手。キプロスのカルミオティッサFC所属。ポジションは、フォワード。